# Bierne
Bierne je francouzská obec v departementu Nord v regionu Hauts-de-France. V roce 2011 zde žilo 1 674 obyvatel.

## Sousední obce
Armbouts-Cappel, Bergues, Cappelle-la-Grande, Coudekerque-Village, Socx, Steene

## Vývoj počtu obyvatel
Počet obyvatel 